# Jägerstab
Lo Jägerstab fu una task force del governo nazista tedesco, creata con l'obbiettivo di incrementare la produzione di aerei da combattimento durante la Seconda guerra mondiale.
Istituito a marzo del 1944, era composto da funzionari del governo, da ufficiali delle SS e da rappresentanti dell'industria aeronautica tedesca. La task force svolse un ruolo chiave nello Jägernotprogramm (letteralmente "Programma emergenza caccia") del luglio 1943, in particolare nella produzione dell'Heinkel He 162, soprannominato "Caccia del popolo".
Lo Jägerstab aumentò lo sfruttamento della manodopera condannata ai lavori forzati nei campi di concentramento tedeschi e nell'Europa occupata, a beneficio dell'industria tedesca e della sua forza aerea, la Luftwaffe. Dei 437.000 ebrei ungheresi deportati ad Auschwitz tra maggio e luglio 1944, circa 320.000 finirono nelle camere a gas appena giunti al campo di concentramento di Auschwitz, mentre i rimanenti ritenuti idonei furono ridotti in schiavitù dalle SS e obbligati ai lavori forzati. Solo circa 50.000 di loro riuscirono a sopravvivere.

## Contesto
All'inizio del 1944, gli Alleati si concentrarono sulla distruzione della Luftwaffe in vista dello sbarco in Normandia. Già nel 1943 si stavano attuando piani per la Grande Settimana, tesi a distruggere la capacità della Germania di produrre aerei da combattimento mediante attacchi aerei mirati sulle fabbriche di assemblaggio finale. Fra il 20 e il 25 febbraio del 1944, gli obiettivi strategici in tutta la Germania furono attaccati da circa 10.000 aerei americani e britannici, dei quali circa 6.000 erano bombardieri. Gli attacchi compromisero gravemente la capacità produttiva dell'industria aeronautica tedesca.
In risposta a questi eventi, Adolf Hitler autorizzò la creazione dello Jägerstab, che andò a sostituire il Ministero dell'Aeronautica del Reich con l'obiettivo di aumentare la produzione di aerei da combattimento. La task force fu istituita da Albert Speer, ministro degli armamenti e della produzione bellica nel gabinetto Hitler, con il sostegno del generale Erhard Milch del ministero dell'aviazione del Reich. Milch ebbe l'incarico di portare la produzione di velivoli da combattimento da 1.000 a 3.000 unità al mese, ma fece convocare Speer, dal quale ottenne la destituzione di Göring dalla sfera della pianificazione economica e industriale.
Mentre Speer e Milch svolsero un ruolo chiave nella direzione dell'agenzia, l'operatività ordinaria quotidiana fu gestita dal capo dello staff Karl Saur, ex responsabile dell'Ufficio tecnico del Ministero degli Armamenti.

## Attività e lavoro forzato
L'organizzazione era composta da più comitati di coordinamento, fra le quali vi erano: il comitato delle strutture aeroportuali, il comitato delle attrezzature e il comitato dello sviluppo. Il comitato delle strutture aeroportuali era presieduto da Karl Frydag, che supervisionava le attività quotidiane di sviluppo e produzione dell'Heinkel He 162, in quanto vicepresidente del comitato per lo sviluppo.
Al Jägerstab furono conferiti poteri straordinari sulle risorse umane, produttive e di trasporto; le sue funzioni erano prioritarie rispetto alle riparazione delle abitazioni civili bombardate e al ripristino dei servizi essenziali dei centri urbani. Nelle fabbriche poste sotto il controllo dello Jägerstab, le ore di lavoro settimanali furono estese fino a 72 ore. Allo stesso tempo, Milch iniziò a standardizzare e razionalizzare la produzione riducendo la varietà di prodotto.

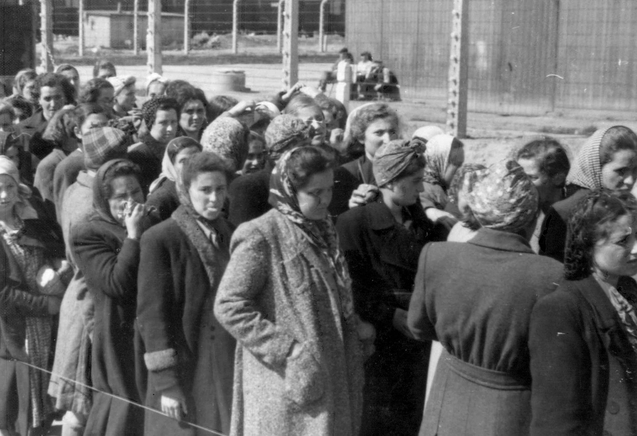
Ebree ungheresi reclutate per i lavori forzati nel campo di concentramento di Auschwitz

La task force fece ricorso agli schiavi e ai deportati. Il 9 marzo 1944, il capo delle SS Heinrich Himmler informò il ministro dell'Aeronautica e il capo dell'aeronautica Hermann Göring che le SS avrebbero fornito 100.000 prigionieri per spostare la produzione di aerei nel sottosuolo. Questi prigionieri dovevano essere ottenuti espellendo ebrei ungheresi ad Auschwitz nell'ambito dell'operazione Höss. I tedeschi motivarono le deportazioni di massa al governo ungherese con la necessità di impiegare nuova manodopera per incrementare la produzione di velivoli da combattimento.
 
Dei 437.000 ebrei ungheresi deportati tra maggio e luglio 1944, circa 320.000 finirono nelle camere a gas appena giunti ad Auschwitz e i rimanenti, ritenuti idonei, furono costretti ai lavori forzati. Solo circa 50.000 sopravvissero.
Il piano di protezione dell'industria aeronautica, in particolare per quanto riguarda la produzione del Messerschmitt Me 262, prevedeva il trasferimento degli impianti di assemblaggio all'interno di bunker sotterranei. Una proposta simile era già stata presa in considerazione nell'ottobre del '43, ma senza essere realizzata. La prima versione del piano prevedeva sei impianti, che,a seguito dello sbarco alleato in Normandia a giugno del 1944, dovettero essere concentrati in due sedi dell'Alta Baviera. I rimanenti quattro non realizzati, erano: tre bunker che avrebbero dovuto essere localizzati a Kaufering nel distretto di Landsberg am Lech, e un quarto Mühldorf, orbitante intorno al campo di concentramento di Dachau (identificato dal nome in codice "Weingut I", lett. "Vigneto I"). Dopo il precedente del campo di concentramento di Mittelbau-Dora, la produzione di massa secondo il modello statunitense fu portata avanti dagli ebrei ungheresi nelle fabbriche sotterranee di Auschwitz, progettate da Hans Kammler.
Dai registri dell'epoca risulta che, nel periodo di massima attività dello Jägerstab, le SS arrivarono a fornire 64.000 prigionieri nell'ambito di 20 progetti separati di costruzione. Tenendo conto dell'elevato tasso di mortalità associato ai progetti di costruzione sotterranea, lo storico Marc Buggeln ha stimato che la forza lavoro coinvolta ammontasse a 80.000-90.000 detenuti. Appartenevano a vari sottocampi tra cui Mittelbau-Dora, Mauthausen-Gusen e Buchenwald. I prigionieri lavoravano per aziende quali la Junkers, la Messerschmitt AG, la Henschel e la BMW.

## Risultati

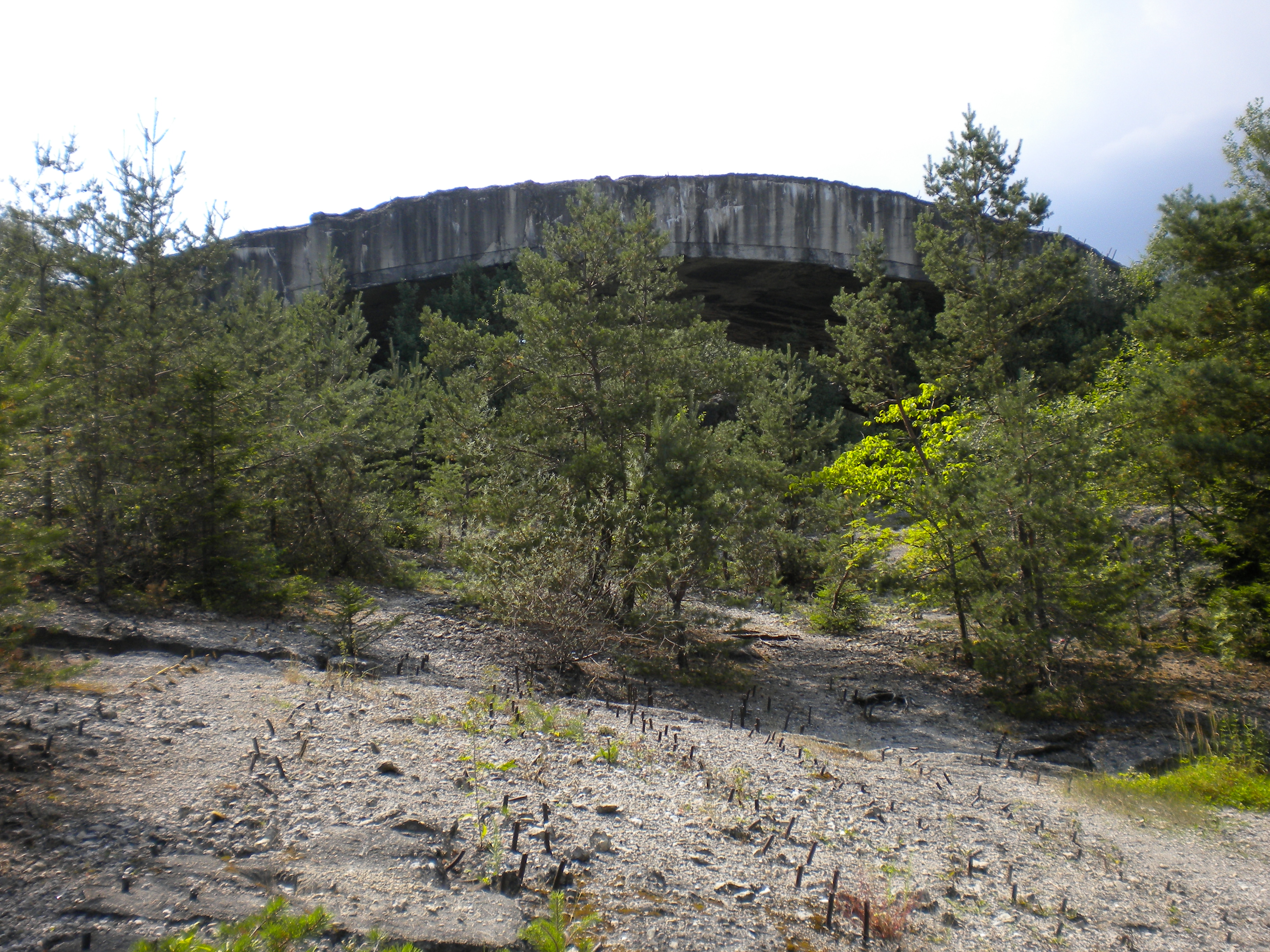
L'arco sopravvissuto del Weingut I, uno dei sette completati rispetto ad una previsione di 12.

I progressi introdotti dallo Jägerstab furono visti come un successo dalle autorità tedesche. Da febbraio a luglio del 1944 la produzione dei caccia Fw 190 e Me 109 aumentò del 150%.
Dati i risultati della cooperazione fra il Ministero dell'Aeronautica del Reich, il Ministero degli armamenti e le SS, Speer e Milch discussero con Göring a fine maggio la possibilità di centralizzare tutta la produzione di armi della Germania sotto una task force simile, oltre i sei mesi di attività inizialmente previsti. Il 1º agosto 1944 Speer riorganizzò la task force nel Rüstungsstab ("Staff armamenti") per applicare lo stesso modello operativo a tutti i programmi di armamento prioritari. La nuova task force assunse la responsabilità dei progetti di trasferimento sotterranei della produzione, che non erano ancora stati implementati dallo Jägerstab.